# George Andrews
George Andrews (Dudley, 23 aprile 1942) è un ex calciatore inglese, di ruolo attaccante.

## Carriera
Dopo aver giocato nelle giovanili del Luton Town ha trascorso in prima squadra (militante nella seconda divisione inglese) la stagione 1960-1961, senza però mai scendere in campo in incontri di campionato; successivamente ha giocato per quattro stagioni (dal 1961 al 1965) nei semiprofessionisti del Lower Gornal Athletic, finché non è passato insieme al compagno di squadra Gary Bell ai gallesi del Cardiff City, militanti nella seconda divisione inglese. Con i Bluebirds Andrews fa all'età di 23 anni il suo vero e proprio esordio tra i professionisti: rimane infatti in squadra fino al febbraio del 1967, mantenendo delle ottime medie realizzative pur senza mai imporsi del tutto come titolare (in due stagioni e mezzo gioca infatti 43 partite totali, nelle quali segna comunque 21 reti). Nel febbraio del 1967 scende poi in quarta divisione al Southport, contribuendo nella sua prima stagione a conquistare la promozione in terza divisione (la prima nella storia del club). Rimane poi al Southport anche nell'intera stagione 1967-1968, nell'intera stagione 1968-1969 e nei primi mesi della stagione 1969-1970, per un totale di 117 presenze e 41 reti in incontri di campionato.
Nel novembre del 1969 viene acquistato dallo Shrewsbury Town per sostituire Jim Fryatt: con gli Shrews trascorre poco meno di quattro anni (fino al gennaio del 1973) in terza divisione, per un totale di 124 presenze e 49 reti in incontri di campionato. Il suo club successivo è poi il Walsall, a sua volta militante in terza divisione: con i Saddlers Andrews nell'arco di quattro stagioni e mezzo (ovvero fino al termine della stagione 1976-1977) mette a segno complessive 38 reti in 159 partite di campionato disputate, arrivando così ad un bilancio complessivo in carriera di 443 presenze e 149 reti nei campionati della Football League. Il suo effettivo ritiro avviene poi nel 1983, dopo ulteriori sei stagioni trascorse giocando (ed in un caso anche allenando) con vari club a livello semiprofessionistico.

## Palmarès

### Club

#### Competizioni regionali
- Worcestershire Junior Cup: 1

Lower Gornal Athletic: 1962-1963